# Anna Lernmark
Anna Margareta Lernmark, född 3 juli 1947 i Södertälje, är en svensk konstnär.
Lernmark, som är dotter till bostadschef Stig Lernmark och Margareta Nyberg, studerade vid Konstfackskolan 1969–1971 och vid Kungliga Konsthögskolan 1972–1977. Hon har ägnat sig åt måleri sedan 1977 och hållit separatutställningar och deltagit i samlingsutställningar i Stockholm och Göteborg. Hon är representerad vid Moderna museet i Stockholm, Statens konstråd samt kommuner och landsting.